# Indestructible (album, Disturbed)
Indestructible je čtvrté studiové album od metalové kapely Disturbed vydané 3. června 2008. Na této desce se již nepodílí producent Johnny K, který pracoval s Disturbed na jejich třech nepřešlích CD The Sickness, Believe a Ten Thousand Fists.
Nahrávka se umisťuje na prvním místě v Billboard 200 a je to v pořadí třetí deska od Disturbed s takovým úspěch (jen dalším pěti rock/metalovým skupinám se něco podobného podařilo). V prvním týdnu se prodalo 253 000 kusů Indestructible a ve Spojených státech je CD platinové (1000 000+).
Album obdrželo od serveru Metacritic skóre 57% založené na šesti recenzích. Oceněna byla především práce kytaristy Davida Donegana a většina kritiků se shoduje, že Indestructible silně čerpá z hudby Metallicy a AC/DC.
Indestructible obsahuje čtyři singly s názvem Inside the Fire, Indestructible, Perfect Insanity a The Night. Úspěch v hitparádách mají především songy Inside the Fire a Indestructible, přičemž Inside the Fire obdrželo nominaci Grammy. Kromě Perfect Insanity byly vytvořeny pro zbývající singly oficiální videa.

## Seznam skladeb
1. Indestructible - 4:38 Videoklip
2. Inside the Fire - 3:52 Videoklip
3. Deceiver - 3:49
4. The Night - 4:46
5. Perfect Insanity - 3:57
6. Haunted - 4:42
7. Enough - 4:20
8. The Curse - 3:25
9. Torn - 4:09
10. Criminal - 4:16
11. Divide - 3:36
12. Façade - 3:45

### Bonusový disk
1. Run - 3:13
2. Parasite - 3:25
3. Stricken (Živě v Riviera) - 4:27
4. Down with the Sickness (Živě v Riviera) - 5:14
5. Just Stop (Živě v Riviera) - 3:51
6. Stupify (Živě v Riviera) - 4:22

## Hitparády
Album
| Rok  | Hitparáda                    | Umístění |
| ---- | ---------------------------- | -------- |
| 2008 | Australian ARIA Albums Chart | 1        |
| 2008 | Austrian Albums Chart        | 10       |
| 2008 | Canadian Albums Chart        | 1        |
| 2008 | Danish Albums Chart          | 22       |
| 2008 | Dutch Albums Chart           | 57       |
| 2008 | Finnish Albums Chart         | 2        |
| 2008 | New Zealand Top Albums Chart | 1        |
| 2008 | Swedish Albums Chart         | 15       |
| 2008 | Swiss Albums Chart           | 15       |
| 2008 | UK Albums Chart              | 20       |
| 2008 | US Billboard 200             | 1        |
| 2008 | US Top Internet Albums       | 1        |

Singly
| Rok  | Song             | Hitparáda                    | Umístění |
| ---- | ---------------- | ---------------------------- | -------- |
| 2008 | Indestructible   | The Billboard Hot 100        | 72       |
| 2008 | Indestructible   | Hot Canadian Digital Singles | 40       |
| 2008 | Indestructible   | Hot Digital Songs            | 35       |
| 2008 | Indestructible   | Hot Mainstream Rock Tracks   | 2        |
| 2008 | Indestructible   | Hot Modern Rock Tracks       | 10       |
| 2008 | Inside the Fire  | The Billboard Hot 100        | 73       |
| 2008 | Inside the Fire  | Hot Canadian Digital Singles | 66       |
| 2008 | Inside the Fire  | Hot Digital Songs            | 49       |
| 2008 | Inside the Fire  | Hot Mainstream Rock Tracks   | 1        |
| 2008 | Inside the Fire  | Hot Modern Rock Tracks       | 4        |
| 2008 | Inside the Fire  | Pop 100                      | 67       |
| 2008 | Perfect Insanity | Hot Canadian Digital Singles | 70       |
| 2009 | The Night        | Hot Mainstream Rock Tracks   | 2        |
| 2009 | The Night        | Hot Modern Rock Tracks       | 18       |

## Obsazení
Disturbed
- David Draiman – Vokály, vokály v pozadí
- Dan Donegan – Elektrická kytara,
- John Moyer – Basa, vokály v pozadí
- Mike Wengren – Bicí